# Morti nel 1725
| Questa pagina contiene informazioni ricavate automaticamente dalle voci biografiche con l'ausilio del template Bio e di un bot. L'aggiornamento è periodico e automatico e ricostruisce completamente la pagina. Se manca una persona in questa lista, sei pregato di non aggiungerla, ma accertati piuttosto che la sua voce biografica contenga il template Bio e che i dati anagrafici siano correttamente compilati. Se il template Bio manca, inseriscilo tu stesso o, in alternativa, metti l'avviso {{tmp\|Bio}} che ne segnala la mancanza. Se i dati riportati sono sbagliati, correggi direttamente la voce biografica; le modifiche saranno visibili in questa lista entro pochi giorni. Per chiarimenti vedi il progetto biografie. La lista contiene solo le 82 persone che sono citate nell'enciclopedia e per le quali è stato implementato correttamente il template Bio. Pagina aggiornata al 10 apr 2025. |

## Gennaio(7)
- 9 gennaio - Francesco Acquaviva d'Aragona, cardinale e arcivescovo cattolico italiano (n. 1665)
- 11 gennaio - Jean François de Bette, militare, diplomatico e nobile belga (n. 1672)
- 18 gennaio - Wigerus Vitringa, pittore olandese (n. 1657)
- 26 gennaio - Sulkhan-Saba Orbeliani, scrittore e politico georgiano (n. 1658)
- 27 gennaio - Silvio Stampiglia, librettista italiano (n. 1664)
- 29 gennaio - Louis d'Aubusson de la Feuillade, generale francese (n. 1673)
- 31 gennaio - Andreas Stübel, teologo, filosofo e pedagogista tedesco (n. 1653)

## Febbraio(3)
- 4 febbraio - Daniele Sansoni, vescovo cattolico e avvocato italiano (n. 1655)
- 8 febbraio - Pietro I di Russia, politico russo (n. 1672)
- 16 febbraio - Foresto d'Este, militare italiano (n. 1652)

## Marzo(6)
- 2 marzo - José Benito de Churriguera, architetto e scultore spagnolo (n. 1665)
- 7 marzo - Giuseppe Mazzuoli, scultore italiano (n. 1644)
- 20 marzo - Samuel Fritz, missionario e cartografo ceco (n. 1654)
- 20 marzo - Joseph de La Font, drammaturgo francese (n. 1686)
- 30 marzo - Filippo Bonanni, gesuita, storico e biologo italiano (n. 1638)
- 30 marzo - René de Froulay de Tessé, militare e diplomatico francese (n. 1648)

## Aprile(6)
- 3 aprile - Cornelius van Steenoven, arcivescovo vetero-cattolico olandese (n. 1661)
- 12 aprile - Giovan Battista Foggini, scultore e architetto italiano (n. 1652)
- 15 aprile - Marco Ottoboni, I duca di Fiano, nobile e militare italiano (n. 1656)
- 18 aprile - Antonio Calza, pittore italiano (n. 1658)
- 20 aprile - Sophia von Kielmansegg, contessa di Darlington, nobildonna tedesca (n. 1675)
- 22 aprile - Giovanni Michele Spaur, vescovo cattolico italiano (n. 1638)

## Maggio(7)
- 1º maggio - Pietro Barbarigo, patriarca cattolico italiano (n. 1671)
- 6 maggio - Bernardo Schiaffino, scultore e pittore italiano (n. 1678)
- 7 maggio - Paolo Francesco Carli, abate, religioso e poeta italiano (n. 1652)
- 11 maggio - Carlo Antonio Casnedi, teologo e gesuita italiano (n. 1643)
- 22 maggio - Bernardino Castelli, scultore e intagliatore italiano (n. 1646)
- 24 maggio - Jonathan Wild, criminale inglese (n. 1683)
- 31 maggio - Erik Sjöblad, ammiraglio svedese (n. 1647)

## Giugno(7)
- 6 giugno - Giovanni Antonio Ricca, architetto italiano (n. 1651)
- 7 giugno - Pirro Visconti, I marchese di Borgoratto, nobile e politico italiano (n. 1652)
- 9 giugno - Cristoforo Schor, architetto, ingegnere e scenografo italiano
- 12 giugno - Ortensio Visconti Aicardi, vescovo cattolico italiano (n. 1651)
- 26 giugno - Paolo Callalo, scultore italiano (n. 1655)
- 29 giugno - Arai Hakuseki, filosofo, scrittore e politico giapponese (n. 1657)
- 29 giugno - Juan Manuel Fernández Pacheco, nobile spagnolo (n. 1650)

## Luglio(2)
- 2 luglio - Nicola Fumo, scultore e architetto italiano (n. 1647)
- 30 luglio - Giovanni Cristoforo Battelli, arcivescovo cattolico e letterato italiano (n. 1658)

## Agosto(2)
- 15 agosto - Gerard Noodt, giurista olandese (n. 1647)
- 23 agosto - Cristiano Augusto di Sassonia-Zeitz, arcivescovo cattolico e cardinale tedesco (n. 1666)

## Settembre(6)
- 2 settembre - Charles-François Poerson, pittore francese (n. 1653)
- 7 settembre - Giovan Battista Nelli, architetto italiano (n. 1661)
- 7 settembre - Louis Phélypeaux de La Vrillière, politico e nobile francese (n. 1672)
- 11 settembre - Giuseppe Gambarini, pittore italiano (n. 1680)
- 16 settembre - Antoine V de Gramont, militare francese (n. 1671)
- 20 settembre - Giovanni Benedetto Gentilotti, vescovo cattolico e bibliotecario italiano (n. 1672)

## Ottobre(4)
- 10 ottobre - Francesco del Giudice, cardinale italiano (n. 1647)
- 10 ottobre - Philippe de Rigaud de Vaudreuil, militare e funzionario francese (n. 1650)
- 16 ottobre - Michiel van der Gucht, incisore fiammingo (n. 1660)
- 24 ottobre - Alessandro Scarlatti, compositore italiano (n. 1660)

## Novembre(4)
- 6 novembre - Carl Gustav Heraeus, numismatico e antiquario svedese (n. 1671)
- 20 novembre - Guglielmo d'Assia-Rotenburg, nobile (n. 1648)
- 22 novembre - Bartolomeo Ortari, intagliatore italiano (n. 1647)
- 28 novembre - Nikita Demidov, imprenditore russo (n. 1656)

## Dicembre(6)
- 6 dicembre - Florent Carton, drammaturgo e attore teatrale francese (n. 1661)
- 10 dicembre - Nicolaas Hartsoeker, matematico e fisico olandese (n. 1656)
- 11 dicembre - Giovanni Battista Stella, arcivescovo cattolico italiano (n. 1660)
- 15 dicembre - Antonio Maria Marini, pittore italiano (n. 1668)
- 15 dicembre - Giuseppe Vallemani, cardinale e arcivescovo cattolico italiano (n. 1648)
- 25 dicembre - Paolo Bartolomeo Clarici, cartografo e botanico italiano (n. 1664)

## Senza giorno specificato(22)
- Miklós Bercsényi, militare e patriota ungherese
- Jacob van Bunnick, pittore olandese
- Jan Conny, militare e mercante ghanese
- Nathaniel Crouch, scrittore e editore inglese
- Heinrich Christoph Fehling, pittore tedesco (n. 1654)
- Francesco Antonio Giorgioli, pittore svizzero (n. 1655)
- Jean Hermant, religioso e storico francese (n. 1650)
- Mahmud Hotak
- Francisco Hurtado Izquierdo, architetto spagnolo (n. 1669)
- Mathieu Lanes, compositore, organista e clavicembalista francese (n. 1660)
- Jean Laurent Le Semelier, teologo francese (n. 1660)
- Moralı Ibrahim Pasha, politico e ammiraglio ottomano
- Tommaso Maria Napoli, religioso, architetto e ingegnere italiano (n. 1659)
- Jean-Baptiste Nolin, incisore francese (n. 1657)
- Teofilo Orgiani, compositore italiano
- Giovanni Giuseppe Piccini, scultore italiano (n. 1661)
- Peter Plogojowitz, serbo
- Jacques Eléonor Rouxel de Grancey, generale francese (n. 1655)
- Jean-Baptiste de Règemorte, ingegnere francese
- Denis de Sainte-Marthe, religioso, teologo e storico francese (n. 1650)
- Jan Vroesen, avvocato e diplomatico olandese (n. 1672)
- Cristóbal Hernández de Quintana, pittore spagnolo (n. 1651)